# Talsperre Hopfgarten
Die Talsperre Hopfgarten (Speicher Hopfgarten) im Landkreis Weimarer Land bei Erfurt ist ein landwirtschaftlicher Speicher und dient zur Bewässerung der intensiv betriebenen Landwirtschaft. Sie hat auch große Bedeutung für den Naturschutz. Fischzucht wird hier ebenfalls betrieben.
Aufgestaut werden die Gramme und der Kratzbach. Der Stausee dient neben der Bewässerung auch der Regulierung des Wasserstandes in der Gramme.
Das Absperrbauwerk ist ein 368 m langer und 15 m hoher Erddamm. Die Stauanlage gehört der Thüringer Fernwasserversorgung. In der Nähe liegt die Talsperre Vieselbach.
2018 wurde die Talsperre aufgrund von erhöhtem Sickerwasserabfluss entleert. Zwischen 2019 und 2021 wurde sie saniert.